# D.T.N. Williamson
David Theodore Nelson Williamson (också känd som D.T.N. Williamson), född 15 februari 1923, död 10 maj 1992, var en engelsk ingenjör som är mest känd för sin uppfinning av rörförstärkaren Williamson Amplifier 1947.
Williamson arbetade på M.O.Valve Company och Ferranti Company. Hans kretslösning publicerades först i en serie artiklar i tidskriften Wireless World 1947 och fick stor uppmärksamhet. Williamson rekommenderade användningen av KT66 som slutrör som används än idag. En del av anledningen till att förstärkaren gav sådant bra ljud var användningen av en väldigt dyr, kundanpassad utgångstransformator. 